# Sidi Lamine
Sidi Lamine  (in arabo سيدي لامين‎?) è un centro abitato e comune rurale del Marocco situato nella provincia di Khénifra, regione di Béni Mellal-Khénifra. Conta una popolazione di 16 808 abitanti (censimento 2014).